# Grillotius bergeri
Grillotius bergeri is een vlinder uit de familie van de pijlstaarten (Sphingidae). De wetenschappelijke naam van de soort werd in 1973 gepubliceerd door Philippe Darge.